# Großsteingrab Crussow
Das Großsteingrab Crussow war eine megalithische Grabanlage vermutlich der jungsteinzeitlichen Trichterbecherkultur bei Crussow, einem Ortsteil von Angermünde im Landkreis Uckermark (Brandenburg). Es wurde vermutlich in der zweiten Hälfte des 19. Jahrhunderts zerstört.

## Lage
Leopold von Ledebur gibt die Lage mit „unweit des Vorwerks“ an, wobei aber unklar bleibt, welches Vorwerk gemeint ist.

## Beschreibung
Die Anlage war 1845 noch vorhanden. Von Ledebur nennt einen einzelnen großen Stein, den „Hünkenstein“, sowie einen nahe gelegenen Hügel, den „Hünkenberg“. Ob es sich um Reste von einer Grabanlage oder, wie von Ledebur meinte, von zweien gehandelt hat, in unklar. Eine Bestimmung des Grabtyps ist anhand dieser Angaben nicht möglich.